# Jinbōchō (metropolitana di Tokyo)
La stazione di Jinbōchō (神保町駅?, Jinbōchō-eki) è una stazione della Metropolitana di Tokyo, si trova a Chiyoda. La stazione è servita da una linea della Tokyo Metro e da due della Toei.